# Libri Carolini
Les Libri Carolini sont un traité théologique, en quatre livres, rédigé en latin, après le deuxième concile de Nicée de 787, en 790-791, à la demande de Charlemagne. Il concerne la querelle des images. Il a autrefois été attribué à Charlemagne ou à Alcuin. Il est aujourd'hui attribué à Théodulfe, grâce aux travaux d'Ann Freeman.

## Titres
Libri Carolini est le titre conventionnel de l'ouvrage en latin. Il est parfois francisé en Livres carolins.
L'ouvrage est aussi connu sous les titres suivants, en latin : Opus Caroli regis contra synodum, Capitulare de imaginibus ou De imaginibus.

## Contenu
Le traité condamne l'iconoclasme aussi bien que l'iconodoulie.

## Manuscrits
Le Codex Vaticanus Latinus 7207 est le plus ancien manuscrit des Libri Carolini qui nous est parvenu. Il est conservé à la Bibliothèque apostolique vaticane (BAV).

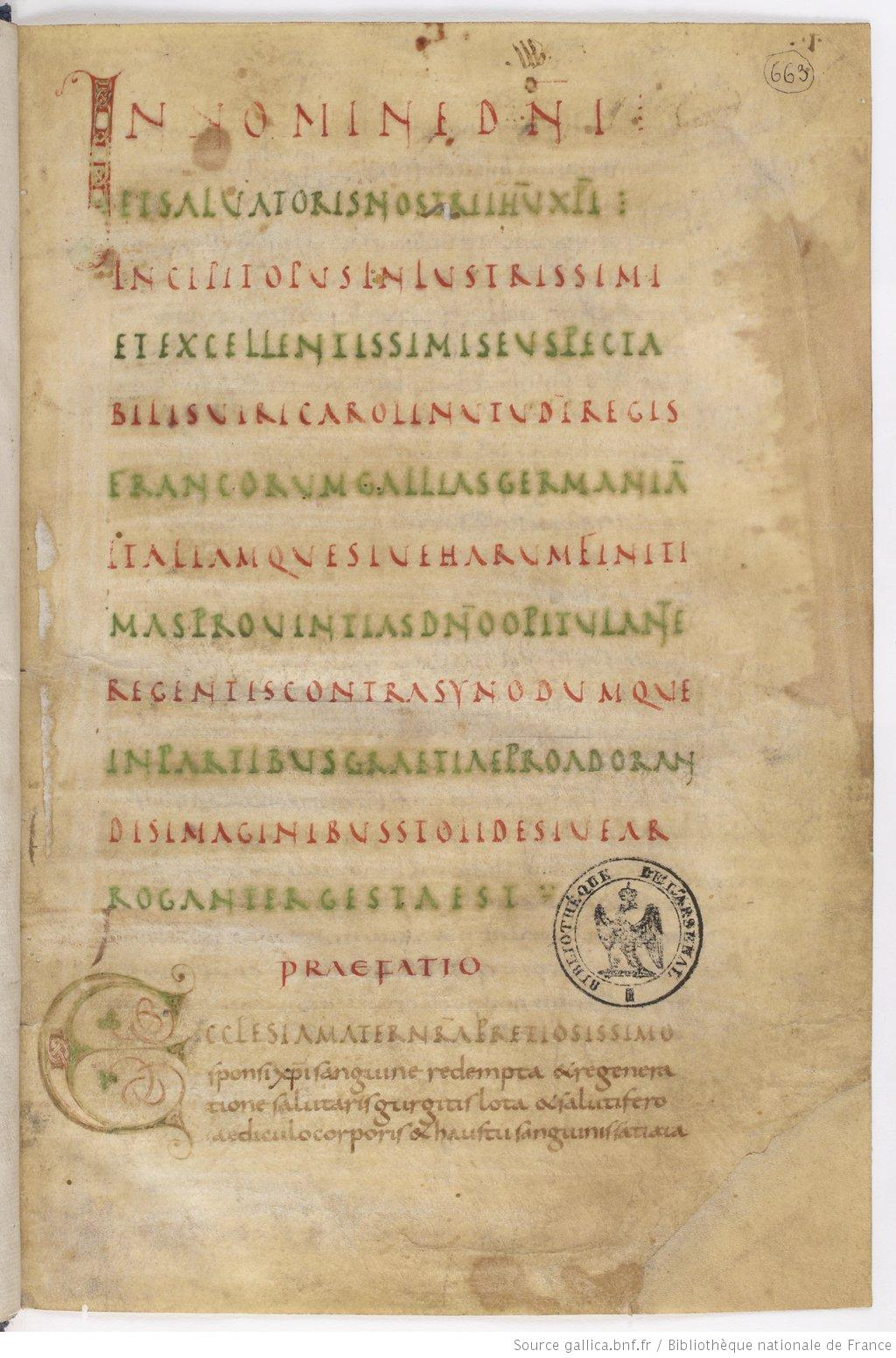
Manuscrit dit de Reims.

Un manuscrit des Libri Carolini, le manuscrit dit de Reims, est conservé à Paris, dans la bibliothèque de l'Arsenal de la BnF,.
9
Il s'agit d'un manuscrit sur parchemin de 244 f. de 295 x 205 mm. L'écriture est en minuscule caroline ronde à longue lignes. Les initiales et les titres sont en argent passé et rouges.
Le f. 1 comprend l'incipit — « In nomine Domini et Salvatoris nostri Jhesu Christi, incipit opus inlustrissimi et excellentissimi seu spectabilis viri Caroli, nutu Dei regis Francorum, Gallias, Germaniam Italiamque, sive harum finitimas provintias, Domino opitulante, regentis, contra Synodum que in partibus Graetiae pro adorandis imaginibus stolide sive arroganter gesta est » — suivi de la praefatio.
Le livre Ier débute au f. 8 par l'incipit « De eo quod Constantinus et Haerena in suis scriptis dicunt per eum qui conregnat nobis Deus » ; le livre II, au f. 69 ; le III, au f. 111 ; et le IV, au f. 180. Chaque livre est précédé d'une préface et d'une table des chapitres.

## Éditions
L'editio princeps des Libri Carolini, par Jean du Tillet, est parue à Paris, en 1549, dans l'ouvrage intitulé Opus illustrissimi et excellentissimi seu spectabilis. viri Caroli Magni nutu Dei, Regis Francorum, Gallias, Germaniam, Iraliamque, sive harum finitimas provincias domino opilante regentis, contra synodum, quae in partibus Greaeciae pro adorandis imaginibus gesta est.
La BnF publie une copie du Libri Carolini paru entre 800 et 900
Une autre édition latine, celle d'Ann Freeman, est parue en 1998 : Opus Caroli regis contra synodum (Libri Carolini) dans Monumenta Germaniae Historica (MGH), Concilia, II, suppl. I, Hannover, 1998.